# 瑞可利控股
株式會社瑞可利控股（日语：株式会社リクルートホールディングス，東證1部：6098；「瑞可利」又譯為「里庫路特」）是日本企業瑞可利集團的持股公司。瑞可利集團主要經營求職廣告、人力派遣、銷售促進業務。2018年4月1日，瑞可利集團進行了組織調整，對旗下公司按主營業務進行整合。
截至2024年3月，該公司市值為11.4萬億日圓，位居全國第13位。

## 历史
瑞可利的前身是江副浩正在1960年創建的廣告公司「大學新聞廣告社」。1963年，公司更名為「日本招募中心」（→）。1984年，再以「招募」的英文「Recruit」更名為「瑞可利」。1988年，瑞可利捲入日本戰後最大規模的政治賄賂案件瑞可利事件，此後創業者江副淡出經營。此後瑞可利曾一度進入超市企業大榮旗下，但之後因大榮業績惡化而在2000年獨立。現在瑞可利是一家不屬於任何集團的獨立企業。

## 瑞可利集团

### HR技术业务
- RGF OHR USA, Inc. - HR技术业务的统括公司
  - Indeed, Inc. - 运营招聘信息专业搜索引擎网站“Indeed”。
    - Indeed Japan株式会社

  - Glassdoor, Inc. - 运营发布口碑信息的招聘信息搜索网站“Glassdoor”。
- HR Tech Funding Service Limited

### 匹配与解决方案业务
- 株式会社リクルート - 负责日本国内的HR及促销业务以及全球范围内的中介及促销业务
  - 株式会社リクルートエグゼクティブエージェント - 专门从事高层管理人员及执行人员招聘
  - 株式会社リクルートカーセンサー - “カーセンサー”在北海道及部分关东地区的销售、广告制作业务
  - 株式会社リクルート北関東マーケティング - “カーセンサー”、“スタディサプリ進路”、“SUUMO”、“HOT PEPPER（群马・茨城）”等的销售、广告制作业务
  - 株式会社リクルートキャリアコンサルティング - 再就业支持业务、职业自律支持业务
  - 株式会社リクルートゼクシィなび - 国内外婚礼场所及婚礼用品的介绍业务
  - 株式会社リクルートペイメント - 结算业务
  - 株式会社リクルート北海道じゃらん - 株式会社リクルート在北海道地区运营的出版和营销业务
  - 株式会社リクルートメディカルキャリア - 医师和药剂师的转职支援业务及招聘支援业务
  - 株式会社リクルートライフスタイル沖縄 - 株式会社リクルート在冲绳地区的营销业务
  - 株式会社シーナッツ - 旅行公司和网络销售公司向住宿设施提供的预约通知数据发送和接收服务，以及剩余房间和计划管理服务业务
  - 株式会社ブログウォッチャー - 利用用户档案的生活日志业务，基于搜索历史的行为分析和网站建设的解决方案业务
  - 株式会社ホームプロ - 装修公司介绍网站“ホームプロ”的运营
  - Megagon Labs, Inc. - リクルートAI研究所
  - RGF International Recruitment Holdings Limited（旧名：RGF Hong Kong Limited） - 以亚洲为中心的人才中介业务
    - RGF HR Agent Hong Kong Limited
    - RGF Talent Solutions Singapore Pte. Ltd
    - RGF SELECT INDIA PRIVATE LIMITED
    - RGF HR AGENT VIETNAM CO., LTD
    - PT. RGF Human Resources Agent Indonesia
    - RGF HR Agent Recruitment（Thailand）Co., Ltd
    - RGF HR Agent Eastern Seaboard Recruitment Co., Ltd.
    - RGF Human Resource Consulting Shanghai Co., Ltd.
    - RGF Human Resource Consulting Shanghai (Tianjin) Co., Ltd.
    - RGF Human Resource Consulting Shanghai (Dalian) Co., Ltd.
    - RGF Human Resource Consulting Shanghai (Guangzhou) Co., Ltd.
    - RGF Human Resource Consulting Shanghai (Shenzhen) Co., Ltd.
    - RGF Select India Private Limited

  - RYK Capital Partners Limited
  - RSP Investments, LLC - 对国内外有前景的初创企业和创业公司进行投资的组织
  - 株式会社リクルートマネジメントソリューションズ - 通过评估、培训、咨询和HR分析，支持解决人力资源招聘、人才开发、组织开发及制度建设中的课题
    - 働きがいのある会社研究所 - 关于“有工作意义的公司”的调查
    - 上海艾杰飞人力资源有限公司 黄浦分公司
    - RGF MANAGEMENT SOLUTIONS(THAILAND) CO.,LTD.

  - RGFタレントソリューションズ株式会社 - 在日本进行执行人才的招聘
  - 株式会社ニジボックス - 服务策划业务
  - 株式会社リクルートMUFGビジネス - 三菱UFJ银行的合资企业，提供条码支付服务
  - 株式会社リクルートオフィスサポート - リクルート集团的特例子公司，为リクルート集团各公司提供各类服务
  - Quandoo GmbH - 运营餐厅预约及管理平台“Quandoo”
  - Quipper Limited - 运营在线学习平台“Quipper School”和在线学习视频服务“Quipper Video”
  - Trustyou GmbH
    - TrustYou株式会社

  - 株式会社リクルートストラテジックパートナーズ - 风险投资公司
  - 株式会社ANAじゃらんパック
  - OJTソリューションズ - 丰田汽车的合资企业，从事制造现场的改善解决方案业务
  - 株式会社フロムエーキャリア

### 人才派遣业务
- RGF Staffing B.V. - 人才派遣业务的统括公司
  - 株式会社リクルートスタッフィング - 人才派遣业务
  - リクルートスタッフィング情報サービス - IT领域的特定派遣业务
  - リクルートR&Dスタッフィング
  - リクルートスタッフィングクラフツ - リクルートスタッフィング的特例子公司，从事手工纸促销物品的制作
  - 株式会社スタッフサービス・ホールディングス - スタッフサービス集团的经营管理
  - 株式会社スタッフサービス - 人才派遣公司
  - 株式会社テクノ・サービス - 制造业派遣
  - 株式会社スタッフサービス・オフィスマネジメント - スタッフサービス集团的后台业务支持
  - 株式会社スタッフサービス・ビジネスサポート - 特例子公司，负责スタッフサービス集团的事务处理业务
  - 株式会社スタッフサービス・クラウドワーク
  - RGF Staffing France SAS - 在法国提供多种人才服务，运营Start People
  - RGF Staffing Germany GmbH - 在德国提供多种人才服务，运营Unique
  - RGF Staffing the Netherlands B.V. - 在荷兰提供多种人才服务，运营RGF Staffing
  - RGF Staffing UK Limited - 在英国提供多种人才服务，运营RGF Staffing
  - Unique NV - 在比利时开展人才服务
  - Staffmark Group, LLC - 在美国主要从事轻工作派遣业务
  - The CSI Companies, Inc. - 总部位于美国佛罗里达州杰克逊维尔，主要在财务、会计、医疗保健、专业和技术领域提供人才服务
  - Chandler Macleod Group Limited - 在澳大利亚为中心的亚太地区开展多种人才服务和外包业务
  - Start Holding B.V.
  - Start People B.V.
  - Staffmark Investment, LLC
  - Peoplebank Australia Ltd
  - RGF STAFFING APEJ PTY LTD
  - RGF STAFFING MELBOURNE TWO PTY LTD
  - SPHN (ACT) Pty Limited
  - SPHN Australia Pty Limited

## 外部連結
- リクルートホールディングス （页面存档备份，存于）
- リクルート （页面存档备份，存于）